# 부산 미남로타리 스카이파크
부산 미남로타리 스카이파크는 대한민국 부산광역시 동래구 온천동에 추진했던 빌딩이었다. 사업이 취소되었다. 사업이 취소된 후 다른 사업이 진행되었고 동래 효성해링턴 플레이스이 들어섰다.

## 같이 보기
- 대한민국의 마천루 목록
- 부산광역시의 마천루 목록